# Je vends cher ma peau
Pour plus de détails, voir Fiche technique et Distribution.
Je vends cher ma peau (Vendo cara la pelle) est un western spaghetti italien réalisé par Ettore Maria Fizzarotti et sorti en 1968.

## Synopsis
Ralph Magdalena, son frère Domenique et deux acolytes tuent le fermier John Shane ainsi que sa femme et sa fille afin d'entrer en possession de la mine qu'il a découverte. Quelques années plus tard, le jeune Shane, seul survivant de l'attaque, revient pour venger sa famille. Avec l'aide de Stumpy, qui a également un compte à régler avec Ralph Magdalena, il parvient d'abord à tuer les deux complices des frères. Il soigne ensuite la blessure qu'il a reçue à la jambe chez la veuve Georgina Bennett et son fils Kristian. Pendant ce temps, Ralph a appris la présence et l'identité de Shane et tente de le neutraliser en ordonnant une prise d'otages de Georgina et de son fils. Shane parvient cependant à tuer tous les malfrats impliqués et à libérer la femme.
Ralph s'enfuit avec le jeune Kristian chez son frère Domenique, qui vit désormais comme moine dans un monastère, car il ne peut pas se remettre de l'injustice qui lui a été faite. Il laisse Kristian chez Domenique, mais se fait rattraper par Shane. Domenique est abattu par son frère, qui n'a aucune chance contre Shane dans un duel. Shane commence une nouvelle vie avec Georgina et Kristian.

## Fiche technique
- Titre italien : Vendo cara la pelle[1],[2],[3]
- Titre français : Je vends cher ma peau[4]
- Réalisateur : Ettore Maria Fizzarotti (sous le nom de « Mike Fitzgerald »)[5]
- Scénario : Giovanni Simonelli (it)
- Photographie : Stelvio Massi
- Montage : Daniele Alabiso (it)
- Musique : Marcello Marrocchi (it), Enrico Ciacci (it)
- Décors et costumes : Giulia Mafai (it)
- Maquillage : Walter Cossu
- Production : Carlo Valerio
- Société de production : Cinemar
- Société de distribution : Titanus (Italie)
- Pays de production :  Italie
- Langue originale : italien
- Format : Couleurs - 1,85:1 - Son mono - 35 mm
- Durée : 90 minutes
- Genre : Western spaghetti
- Dates de sortie :
  - Italie : 16 mai 1968
  - France : 22 décembre 1971[4]

## Distribution
- Mike Marshall : Shane
- Michèle Girardon : Georgina Bennett
- Valerio Bartoleschi : Kristian
- Dane Savours : Ralph Magdalena
- Spartaco Conversi (sous le nom de « Spean Convery ») : Benson
- Germano Longo (it) (sous le nom de « Grant Laramy ») : Domenique Magdalena
- Paolo Magalotti : Charles
- Ake Wahl : Mongo
- Furio Meniconi : John Shane
- Serafino Profumo : Pedro Gonzalez
- Anna Manduchi : Mme Shane
- Sandro Scarchilli (de) : le Mexicain

## Musique
La chanson du film Come fosse gia autunno est chantée par Nico and the Seagulls.

## Accueil critique
Ulrich P. Bruckner fait remarquer que le film est un « western insignifiant et interminable d'Ettore Maria Fizzarotti, qui n'a plus contribué à ce genre par la suite ». Joe Hembus souligne les parallèles de l'intrigue avec celle de L'Homme des vallées perdues (1953), ce que souligne également la critique italienne dans Vice. Le magazine Segnalazioni Cinematografiche n'est guère plus positif : « Le film suit avec une monotonie exaspérante tous les clichés éculés du western à l'italienne ». L'Evangelischer Filmbeobachter porte au contraire un jugement globalement positif : « Un western italien dur, habilement mis en scène, qui met l'accent sur l'établissement de relations familiales, sans pour autant désamorcer les effets de spectacle brutaux ».